# Aden Kumler
Aden Kumler (* 1974 in Cambridge (Massachusetts)) ist Professorin für Ältere Kunstgeschichte an der Universität Basel.

## Leben
Kumler erhielt ihren Bachelor an der University of Chicago und absolvierte das Masterstudium am Centre for Medieval Studies an der University of Toronto. Danach promovierte in der Abteilung für Kunst und Architektur in Harvard und erhielt das Lizenziat am Pontifical Institute of Mediaeval Studies in Toronto.
Von 2004 bis 2007 wurde sie durch ein David E. Finley Pre-doctoral Fellowship an der National Gallery of Art gefördert und anschließend durch ein Andrew W. Mellon Post-doctoral Fellowship am Pontifical Institute of Mediaeval Studies. Von 2014 bis 2015 war sie Fellow am Wissenschaftskolleg zu Berlin und von 2012 bis 2013 Fellow der Freiwilligen Akademischen Gesellschafts am EIKONES Forschungsprojekt der Universität Basel. Von 2015 bis 2018 war Kumler Councilor der Medieval Academy of America und von 2017 bis 2020 ist sie Beirat im Center for Advanced Study in the Visual Arts.
Ab 2007 war Kumler Assistant Professor und seit 2013 Associate Professor am Department of Art History der University of Chicago. Seit 2020 ist Kumler Professorin für Ältere Kunstgeschichte an der Universität Basel.

## Publikationen (Auswahl)

### Monographien
- Translating Truth: Ambitious Images and Religious Knowledge in Late Medieval France and England. Yale University Press, New Haven, Connecticut, Vereinigte Staaten 2011.

### Artikel
- Seeing the worldly with a moral eye. Illuminated observation as introspection in the later Middle Ages. In: Herbert Kessler, Richard Newhauser (Hrsg.): Science, Ethics, and the Transformations of Art in the Thirteenth and Fourteenth Centuries. Pontifical Institute of Mediaeval Studies Press, 2018, S. 47–63.
- Signatis… vultus tui. (Re)impressing the Veronica in the Middle Ages. In: Convivium. Supplementum 2 (2018), S. 102–113.
- Handling the letter. In: Kristen Collins, Matthew Fisher (Hrsg.): St. Albans and the Markyate Psalter. Seeing and Reading in 12th Century England (= Studies in Iconography. Themes and Variations. Band 2). Kalamazoo 2017, S. 69–100.
- ‚The Genealogy of Jean le Blanc‘. Accounting for the Materiality of the Medieval Eucharist. In: Christy Anderson, Anne Dunlop, Pamela Smith (Hrsg.): The Matter of Art. Materials, Technologies, Meanings, c. 1250–1650. Manchester University Press, 2014, S. 119–140.